# 静岡県道127号船原西浦高原線

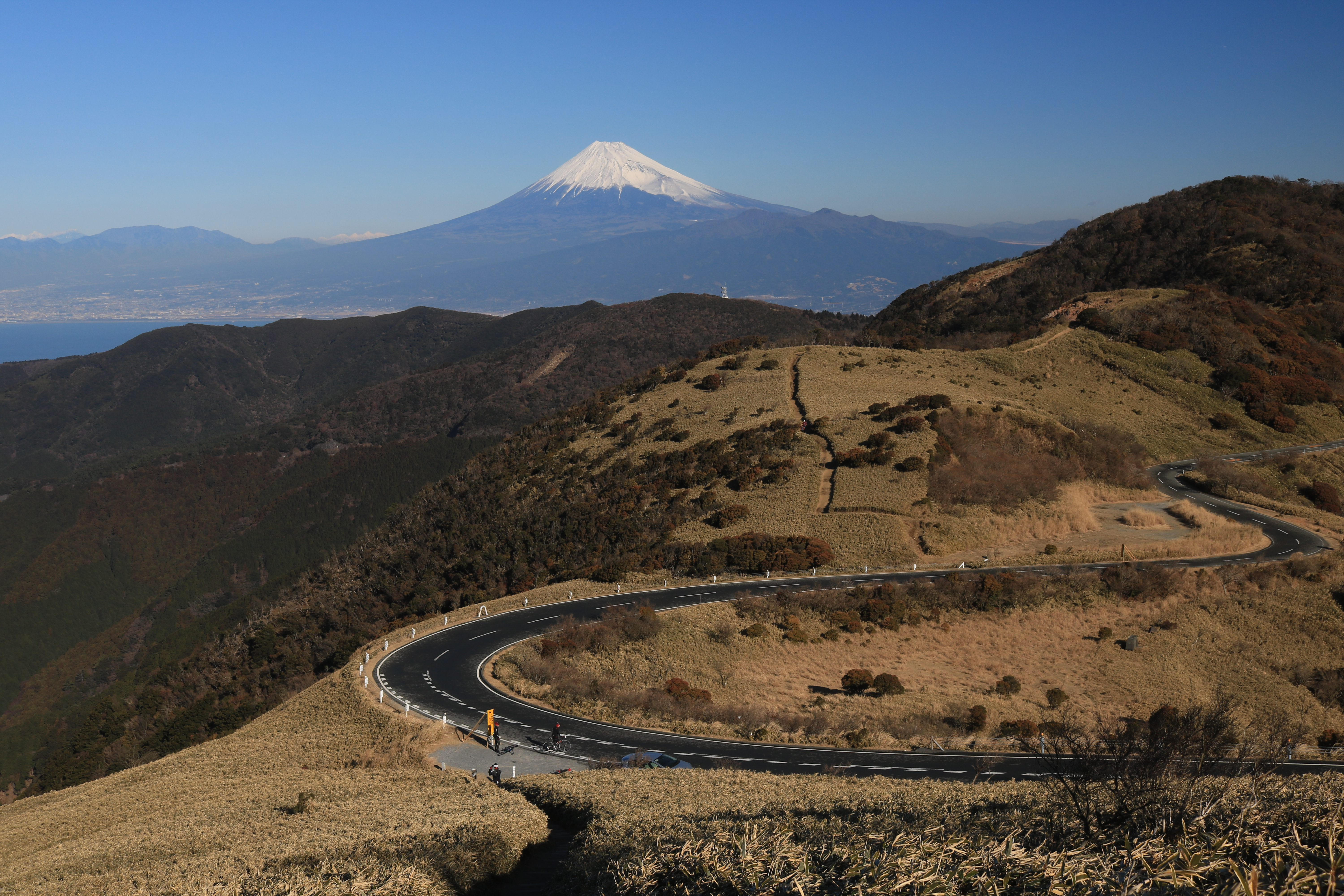
達磨山から望む静岡県道127号船原西浦高原線と遠景の富士山

静岡県道127号船原西浦高原線（しずおかけんどう127ごう ふなばらにしうらこうげんせん）は、静岡県沼津市西浦古宇から伊豆市の戸田峠を通り土肥峠（船原峠）を結ぶ一般県道である。

## 概要

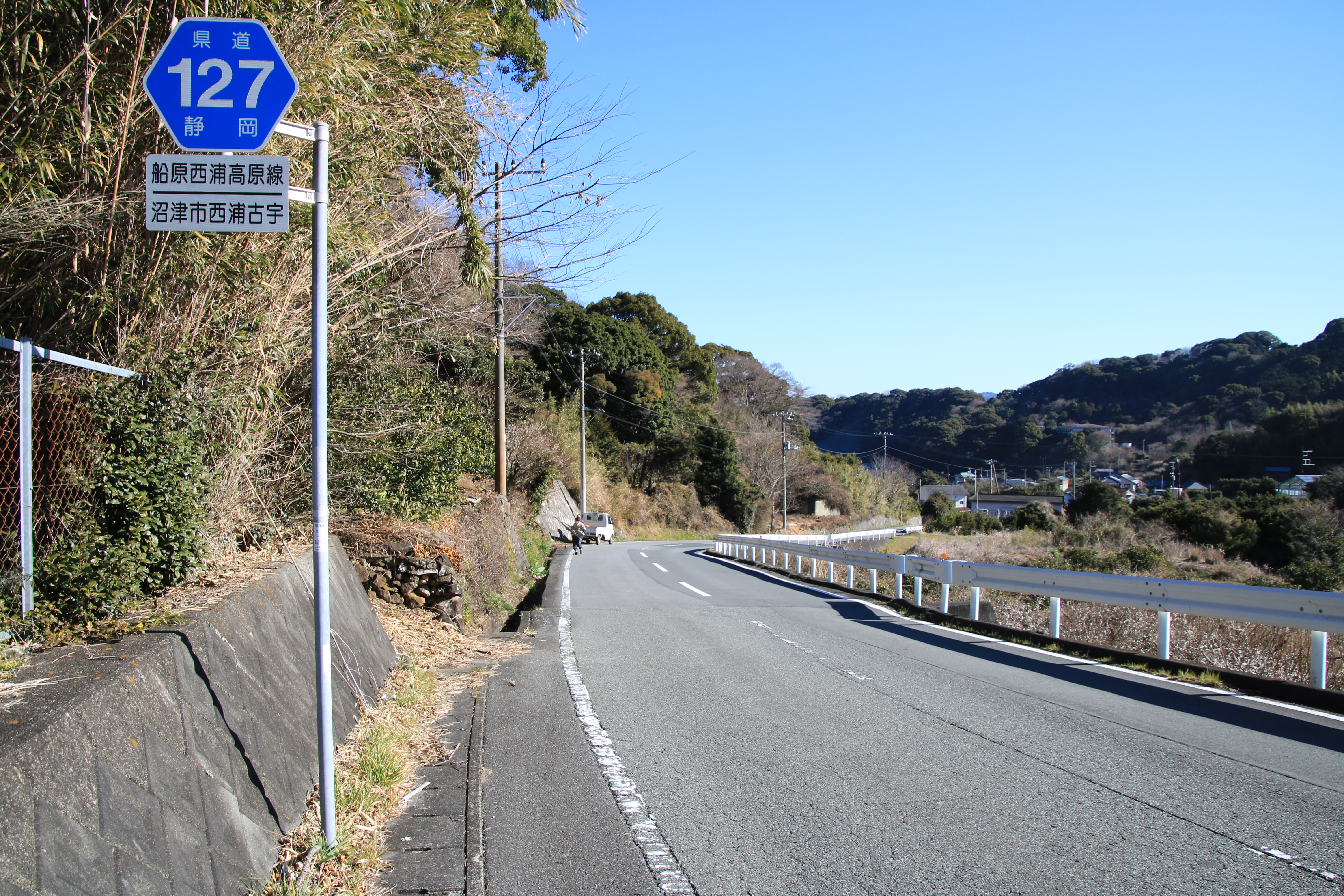
静岡県道127号船原西浦高原線、沼津市西浦古宇にて

静岡県道127号は、以前は戸田峠以北の路線で、「静岡県道127号達磨山西浦線」という名称であったが、戸田峠以南の静岡県道路公社が管理する有料道路「西伊豆スカイライン」が静岡県に有償譲渡され無料開放されたのに伴い、この静岡県道127号達磨山西浦線を延長する形で戸田峠・土肥峠間の西伊豆スカイラインを併合し、静岡県道127号船原西浦高原線となった。

### 路線データ
- 陸上距離：21.3km
- 起点：伊豆市上船原（静岡県道411号西天城高原線交点）
- 終点：沼津市西浦古宇（静岡県道17号沼津土肥線交点）

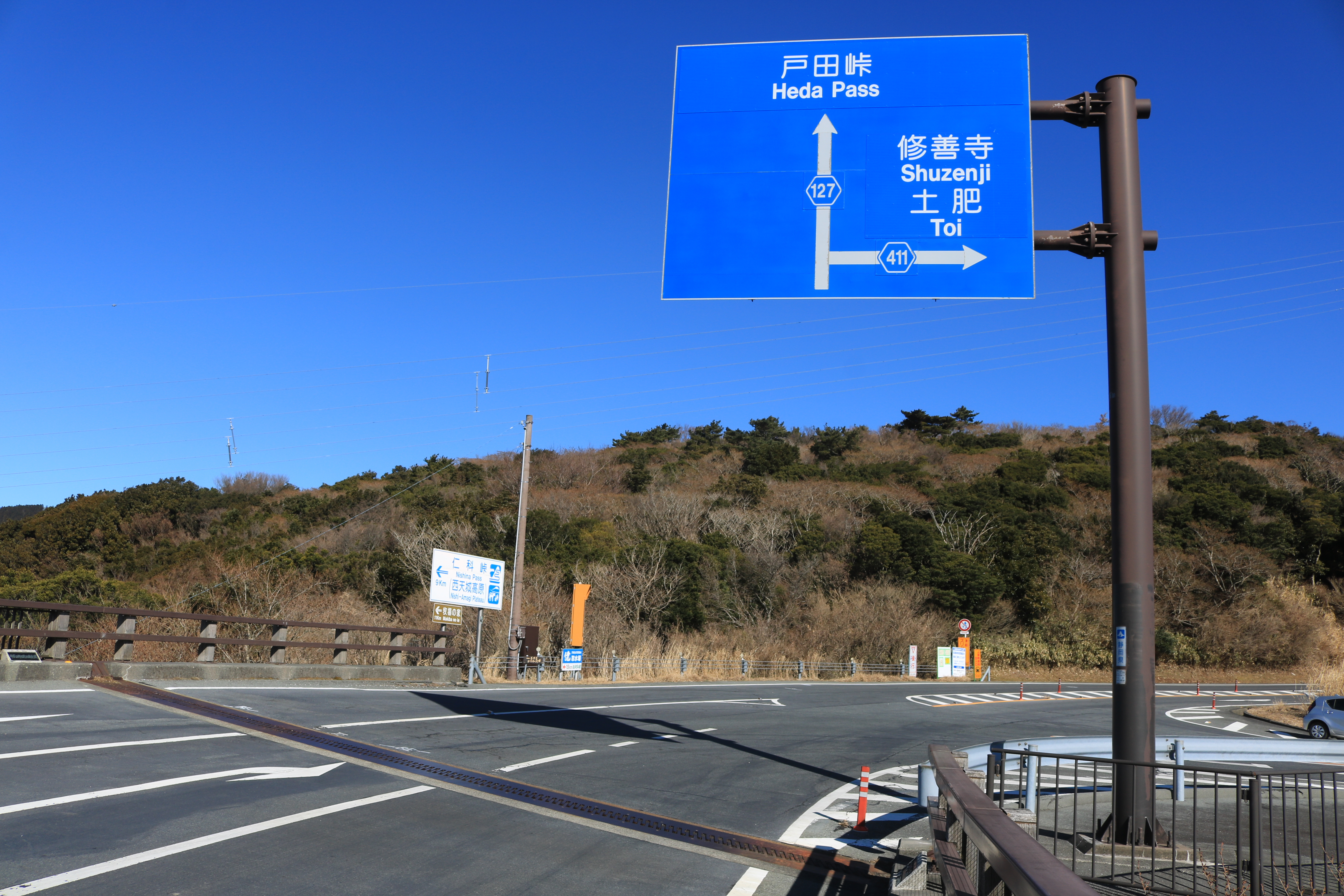
起点：静岡県道411号西天城高原線との交点（伊豆市上船原）

## 通過する自治体
- 静岡県
  - 沼津市
  - 伊豆市

## 歴史
- 2004年（平成16年）7月30日より西伊豆スカイラインが無料開放。静岡県道127号達磨山西浦線と併合し、静岡県道127号船原西浦高原線となる。

## 主な接続道路
- 静岡県道17号沼津土肥線
- 静岡県道18号修善寺戸田線（戸田峠以西の約3.7kmが重複）
- 国道136号（旧道）
- 静岡県道411号西天城高原線（国道136号以南の路線）

## 主な沿線の施設等

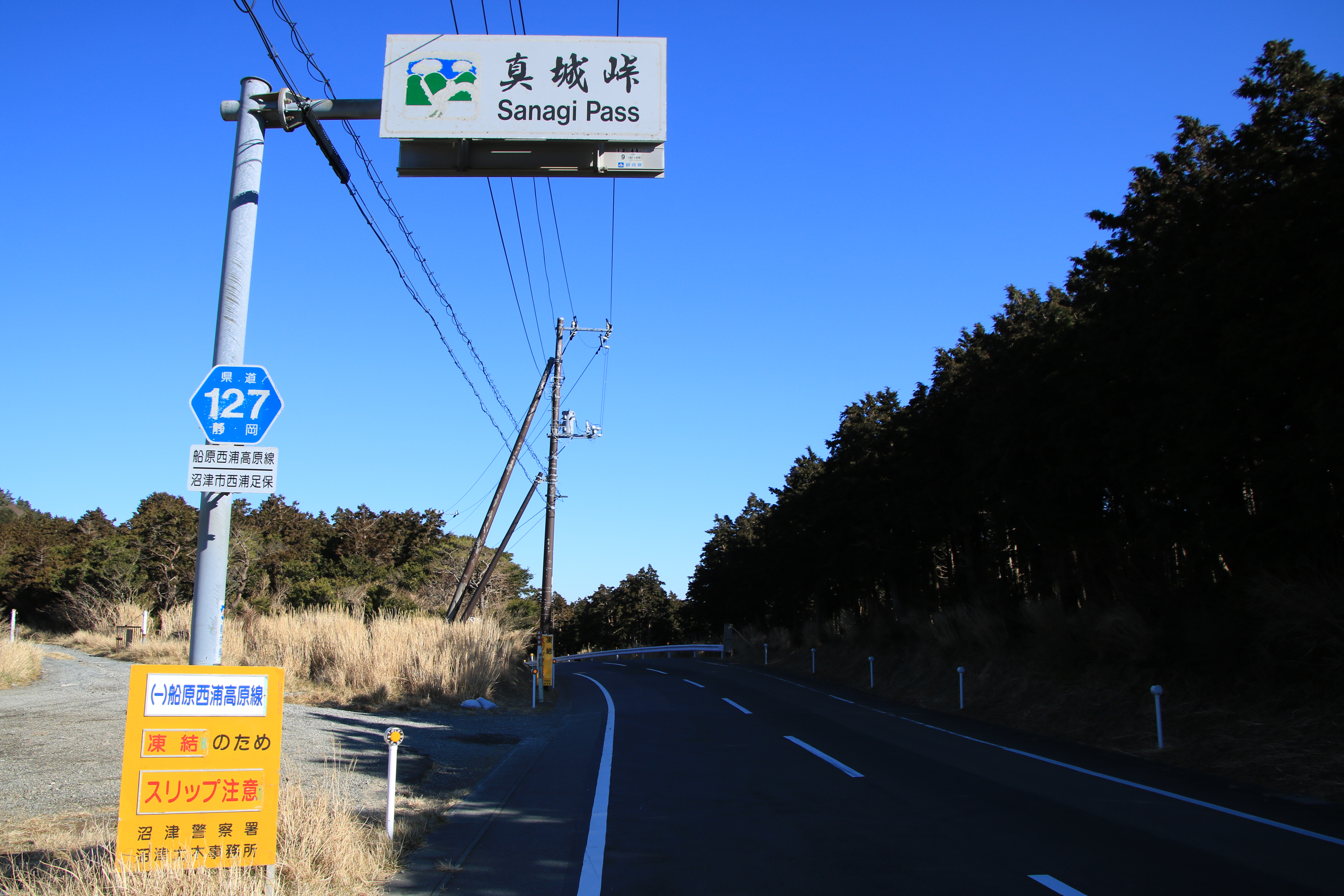
真城峠（沼津市西浦足保）
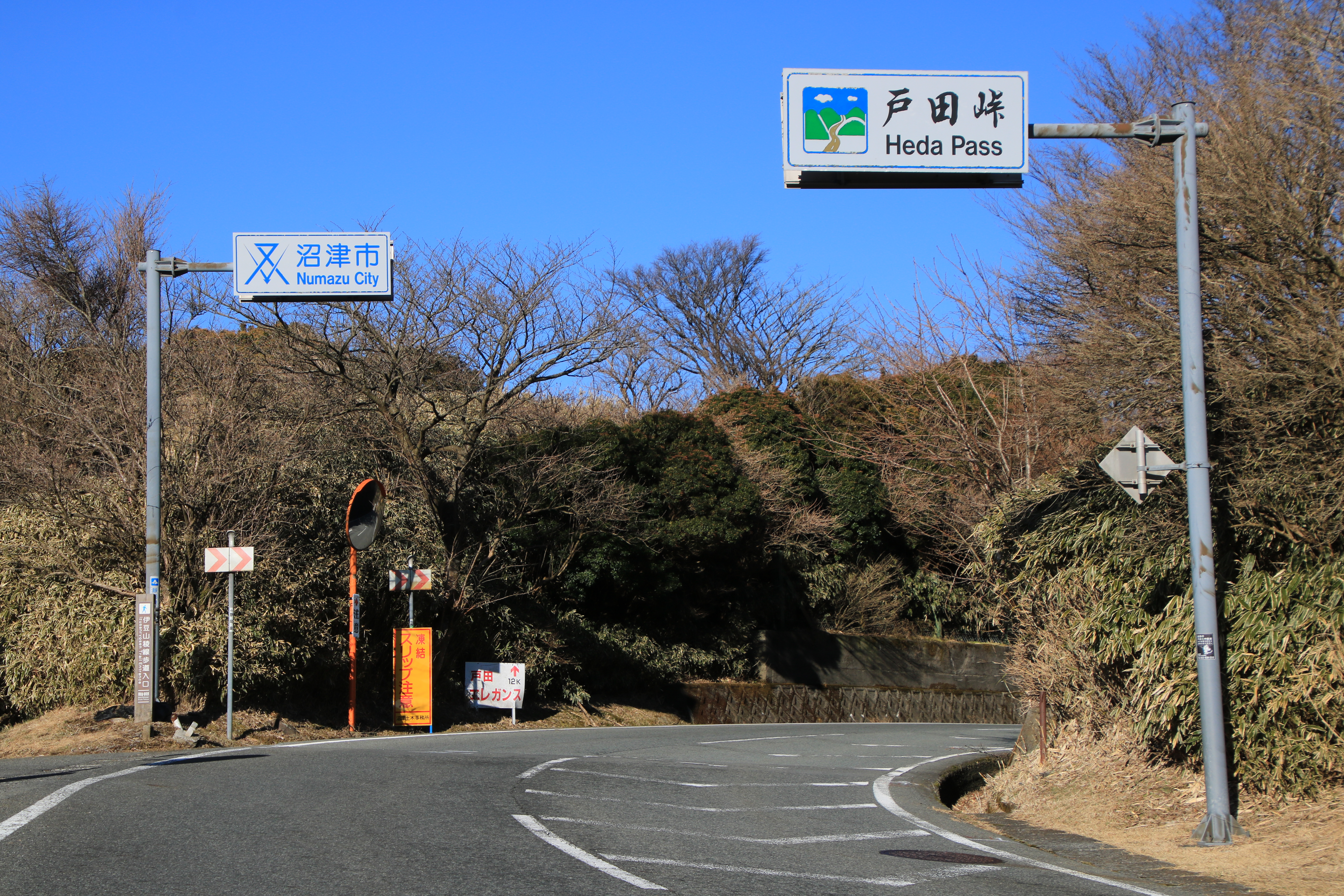
戸田峠（沼津市戸田と伊豆市修善寺との境界）
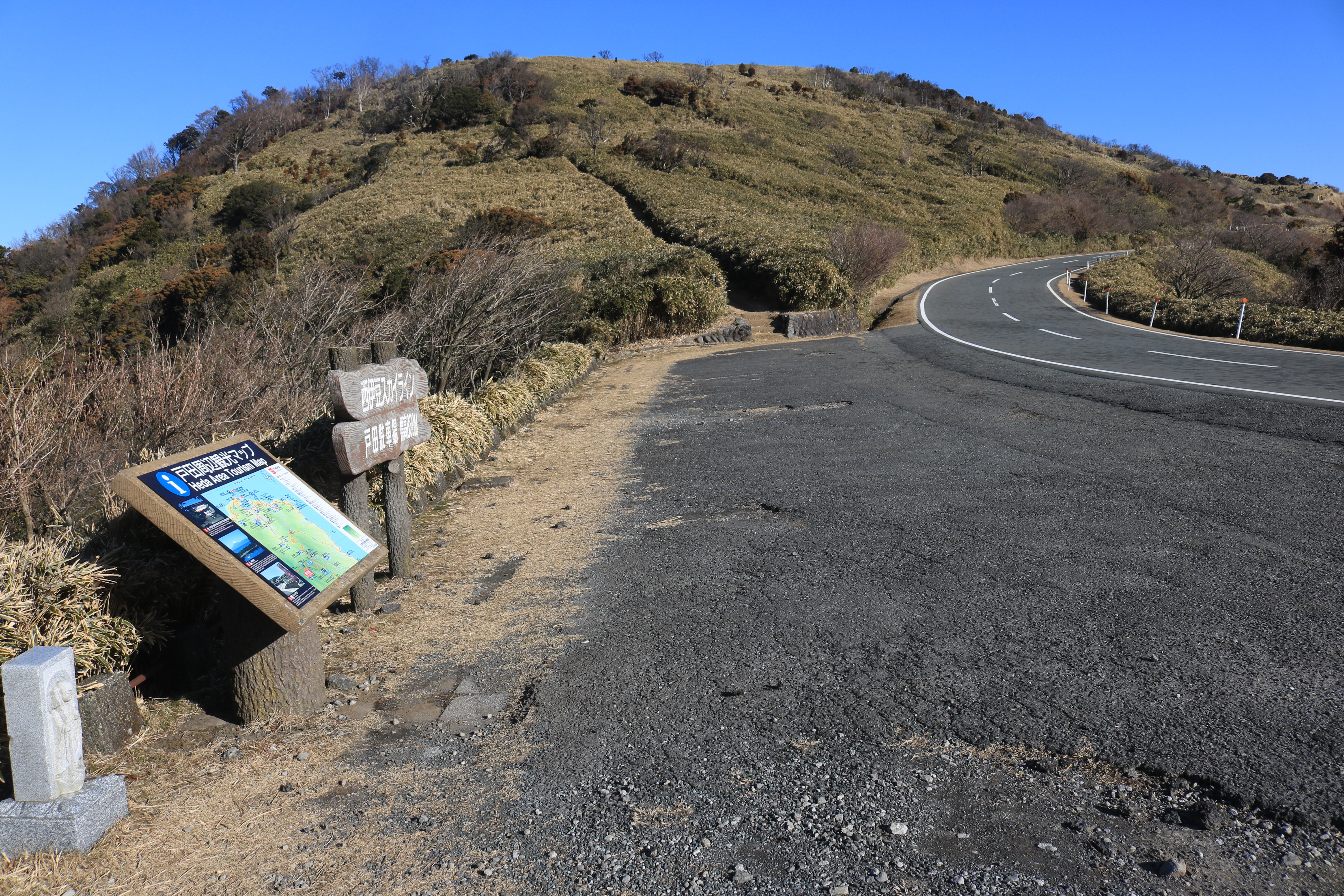
戸田駐車場（西伊豆スカイライン）

- 真城峠（沼津市西浦足保）
- 戸田峠（沼津市戸田と伊豆市修善寺との境界）、静岡県道18号修善寺戸田線との重複区間
- 西伊豆スカイラインの戸田駐車場（標高880m）と達磨山、伊豆市大平柿木